# 李遠 (明朝)
李遠（1364年—1409年），南京鳳陽府懷遠縣（今安徽省懷遠縣）人，明朝武官，安平侯。
李遠襲父职位，为蔚州衛指揮僉事。靖难之役时，燕兵进攻蔚州，李遠舉城投降。当时中央军驻扎德州，运量通道为徐州、沛州之间。李远以六千輕兵偷袭焚烧万艘运量船。袁宇率领三万部队进攻，李远偷袭成功。建文四年时，燕軍驻守蠡縣，李遠率八百骑兵分哨至槁城，遇到葛進率领的万余步騎，并用计击退葛進。朱棣以此战为该年首胜，賜書嘉勞。之后因功升都督僉事，封安平侯，祿千石，予世伯券。永乐元年，与武安侯鄭亨守卫宣府。
之后明军北征时，李遠跟从邱福出塞，抵达臚朐河。在胪朐河之战中，李遠屡次劝阻邱福而不听，以至于兵败。李遠率部突围时因马蹶被逮，随后骂不绝口而死。追封莒國公，謚忠壯。其子李安继承爵位。